# Kergloff
Kergloff település Franciaországban, Finistère megyében. Lakosainak száma 878 fő (2022. január 1.). Kergloff Poullaouen, Cléden-Poher, Carhaix-Plouguer, Landeleau, Plounévézel és Plouyé községekkel határos.

## Népesség
A település népességének változása:
| Lakosok száma | 630  | 610  | 720  | 886  | 937  | 920  | 880  | 857  | 852  | 878  |
|               | 1968 | 1982 | 1990 | 2006 | 2013 | 2015 | 2017 | 2019 | 2020 | 2022 |